# キヤト氏
キヤト氏（キヤトし、Qiyad）は、モンゴル部のボルジギン氏族から分かれた一支族で、カブル・カンに始まる氏族集団。キヤト(Qiyad、乞牙惕)というのはキヤン(Qiyan、乞顔)(またはキャウン(Kiyoun、奇渥温))の複数形であり、その意味は「奔流」を意味する。チンギス・カンの一族であるキヤト・ボルジギン氏はその一支族である。

## 起源
カブル・カンの一族がキヤト氏を名乗るはるか以前から、「キヤン」の名は存在した。伝承によると、以下のように記されている。
この伝承は突厥の始祖説話にも似ているが、『元朝秘史』その他のモンゴル史料に見られない、独特な記事である。このモンゴル民族の祖先たちがエルゲネ・クン山脈から出て、幾多の氏族に分かれていくのであるが、次第に「キヤン」という名称は廃絶され、忘れ去られていった。しかし、カブル・カンが全モンゴル民族を統一すると、その子孫たちは古伝承にちなんで、「キヤン(Qiyan、乞顔)」という栄誉ある氏を名乗って多くの氏族集団を作り、結束して「キヤト(Qiyad、乞牙惕)」と称すようになった。その一方、同族のチャラカイ・リンクゥの一族はネグス氏と称し、その孫アンバガイ・カンがモンゴル部の第二代カンとなったが、彼の系統はタイチウト氏と称して、キヤト氏とタイチウト氏の2つの氏族がボルジギン氏族の2大氏族となり、3代にわたってモンゴルのカン位を独占した。

## キヤト氏から分かれた氏族
カブル・カンに始まったキヤト氏は、さらに幾多の氏族に分かれていった。
- キヤト・ジュルキン氏…カブル・カンの長男オキン・バルカクの一族
- キヤト・チャンシウト氏…カブル・カンの次男バルタン・バアトルの長男モンゲトゥ・キヤンの一族
- キヤト・サヤール氏…カブル・カンの次男バルタン・バアトルの次男ネクン・タイシの一族、あるいはカブル・カンの四男クトラ・カンの一族
- キヤト・ボルジギン氏…カブル・カンの次男バルタン・バアトルの三男イェスゲイ・バアトルの一族